# Ni de aquí, ni de allá
Ni de aquí, ni de allá es una película de comedia y drama mexicana de 1988, escrita, dirigida y protagonizada por María Elena Velasco «La India María». En esta película se muestra por medio de ejemplos realistas, la pobreza en el campo mexicano.

## Argumento
María Nicolasa Cruz, su hermano Silverio y su padre don Santo son campesinos y comerciantes en un pueblo al occidente mexicano, en donde los turistas van frecuentemente gracias al mar cercano al lugar.
Un día, al pueblo de María llegan unos turistas estadounidenses, los señores Wilson, los cuales le ofrecen trabajo a María con ellos en Los Ángeles.
La familia de María experimentaba una necesidad económica en ese momento, ya que no podían trabajar bien la tierra y pensaban comprar un tractor para realizar el trabajo agrícola, por lo que María aceptó de inmediato la oferta, aunque su padre no estaba convencido ni quería que su hija se fuera a los Estados Unidos.
Finalmente, María se va con los Wilson en avión a Estados Unidos, y al llegar, por su poco conocimiento, en la banda de las maletas en el aeropuerto, se sube a donde va dando vuelta el equipaje tratando de sacarlo, atrayendo por supuesto, la atención de la gente.
Cuando iban saliendo del aeropuerto, la señora Wilson va a hablarle por teléfono a su hijo, y el señor Wilson va por el coche, por lo que dejan a María cuidando el carrito del equipaje.
Al ver que no habían sacado los chiles que el papá de María le puso en una caja, ésta se regresa a las bandas a recoger su paquete.
Cuando iba saliendo de la zona de seguridad, un guardia la detiene y hace que le revisen lo que llevaba. El oficial de la aduana no permitió que María pasara los chiles, y le pidió sus papeles. Al ver que no era americana y había entrado al país como turista, le causó sospecha de que María fuera a trabajar y no visitar la Unión Americana, por lo que le pide pasar a Migración para deportarla a México. 
Ella hace caso omiso y se sale al aeropuerto nuevamente. Quiere entrar al baño, y abre la puerta del sanitario de hombres, en donde un espía ruso, que había viajado en el vuelo de México a Los Ángeles, quiere hacerle daño a María.
Logra escapar saliéndose del aeropuerto y subiéndose por atrás a una camioneta que arrancaba.
El espía Iván Cózaco la sigue por la vía rápida, y a María la deja el chofer del auto en un barrio, en donde ella se esconde en un bote de basura, que es pateado por las escaleras por el espía.
Luego se pierde y llega al centro de la ciudad, se encuentra con la visible influencia latina (aunque muchos se niegan a hablar en español con ella).
Los guardias del aeropuerto (recurrieron a la F.B.I.) que andaban buscando a María pensando que era una espía.
Después de andar vagando por las calles nocturnas de los Ángeles, California, entra a un bar de la vida galante llamada "La hacienda" ahí pide trabajo y comida pero no encuentra el encargado se lo niega debido a la patrulla fronteriza sin embargo la ayuda dándole referencia de un restaurante mexicano llamado "El coyote" dónde le comenta que de seguro la van a colocar en un puesto más si le advierte que le pedirán una jugosa comisión por ser ilegal. 
Ahí en el restaurante María  trabaja lavando platos, ella hace amistad con un cocinero llamado Cruz confiada que el sr. Coyote le está juntando su sueldo para comprar su tractor, más tarde tiene un incidente con una de las mesas y el dueño del lugar se enoja y la humilla delante de todos los empleados, María sale corriendo del sitio debido a la migra la cual con éxito evade. 
Sale a los centros comerciales dónde vivirá una persecución del FBI aparte del espía que la quiere matar pero ella escapa. 
Así va rodando de trabajo en trabajo donde en todos la corren por no hacer bien las cosas o sale huyendo de la U.S Border Patrol. 
Tiempo después será empleada de unos estadounidenses millonarios ahí fingirá ser enfermera de mr.Taylor, un anciano enfermo dónde en esta mansión le pasarán miles de aventuras.
El FBI logra introducirse a la gran casa colocando micrófonos para oírla y vigilar los pasos de María y así poder capturarla.
Por su parte el espía intenta una vez más matarla entrando por un boquete que hizo en el patio de dicha residencia con una pala que se robó de unos trabajadores que realizaban sus actividades, este la quiere buscar para asesinarla. 
El FBI atrapa al espía junto con María también una vez aclarado que no es una delincuente la llevan a la oficina de departamento de emigración para deportarla a México. Los señores Wilson tratan de abogar por ella pero es María quien quiere venirse a su pueblo mexicano después de sostener una plática con sus "patrones" que la trajeron a los Estados Unidos sale esposada por los oficiales de emigración en ese mismo lugar Cruz su antiguo amigo le lleva el radio que tanto le gustaba más un encargo de favor quiere que le lleve a su esposa unos dólares. 
Al final de la película María es detenida por la aduana de México solicitando su radio para decomisar el aparato, mas ella les da unos regalos para que no se lo quiten, un destapador de sodas y una pasta de dientes. Ellos lo toman con buen humor y la dejan pasar con su receptor la observan y le cuestionan "¿Es usted deportista?" A lo que ella responde "no señor soy deportada". Aborda su autobús y la cinta termina dónde al querer sentarse se topa con el espía que la quería matar.